# De unul singur (Star Trek: Deep Space Nine)
A Man Alone este al patrulea episod din serialul de televiziune american Star Trek: Deep Space Nine. A avut premiera la 17 ianuarie 1993. Episodul a fost regizat de Paul Lynch.

## Prezentare
Odo este acuzat de uciderea unui criminal Bajoran, dar studiind ADN-ul cadavrului Julian Bashir află în cele din urmă adevărul.